# Plomo(II)
El plomo(II) es un estado de oxidación en que se encuentra el plomo en numerosos compuestos. En medio acuoso, a pH menores a 7.8, puede encontrarse como Pb2+; un catión incoloro debido a la estabilidad de su configuración electrónica ([Xe] 6s2) que impide transiciones electrónicas en longitudes de onda del espectro visible.

## Comportamiento ácido-base
El catión Pb2+ se encuentra estable en soluciones ácidas o neutras, a medida que aumenta el pH se hidroliza parcialmente formando la especie monohidroxoplomo(II), PbOH+. A pH superiores a 7,8 precipita el hidróxido de plomo(II), Pb(OH)2, de color blanco.
Pb2+ + OH-  Pb(OH)+
Pb(OH)+ + OH-  Pb(OH)2 ↓
El hidróxido de plomo(II) es anfótero y se disuelve a pH superiores a 12,4 originando el anión plumbito, HPbO2-, también formulado como Pb(OH)3- o PbO22-.
Pb(OH)2 ↓  + OH-  HPbO2- + H2O

## Reacciones
El catión Pb2+ forma compuestos estables con un gran número de aniones, algunos de ellos son coloreados. Esta propiedad es utilizada para su identificación y cuantificación analítica.

### Reacciones de precipitación

#### 1) Hidróxidos alcalinos fuertes
En medios alcalinos se produce la precipitación del hidróxido de plomo(II) de color blanco, el cual se disuelve en exceso de base.
Pb2+ + 2OH- → Pb(OH)2 ↓
pksPb(OH)2 = 14,4

#### 2) Carbonato de sodio
Por reacción con carbonato de sodio el frío se precipita carbonato de plomo(II) de color blanco.
Pb2+ + CO32- → PbCO3 ↓
pksPbCO3 = 13,5

#### 3) Ácido sulfhídrico
Por reacción con ácido sulfhídrico precipita sulfuro de plomo(II) de color negro.
Pb2+ + H2S → PbS ↓ + 2H+
pksPbS = 27,9

#### 4) Cloruros
En presencia de cloruro se produce un precipitado blanco cristalino de cloruro de plomo(II).
Pb2+ + 2 Cl- → PbCl2 ↓
pksPbCl2 = 4,8

#### 5) Cianuro de plomo
Por reacción con cianuros precipita cianuro de plomo(II) de color blanco, el cual es insoluble en exceso de reactivo.
Pb2+ + 2 CN- → Pb(CN)2 ↓

#### 6) Yoduro de plomo
Por reacción con el anión yoduro se produce un precipitado amarillo de yoduro de plomo(II). El precipitado se solubiliza en exceso de reactivo por formación de complejos yodados.
Pb2+ + 2 I- → PbI2 ↓
pksPbI2 = 7,6

#### 7) Bromuro de plomo II
Por reacción con el anión bromuro se produce un precipitado de bromuro de plomo(II).
Pb2+ + 2 Br- → PbBr2 ↓
pksPbBr2 = 5,68

#### 8) Hexacianoferrato(II)
En presencia del anión complejo hexacianoferrato(II) se produce un precipitado de hexacianoferrato(II) de plomo(II).
Pb2+ + Fe(CN)64- → Pb2[Fe(CN)6] ↓
pksPb2[Fe(CN)6] = 18,02

#### 9) Tiocianato de plomo
En presencia de tiocianato precipita tiocianato de plomo(II).
Pb2+ + SCN- → Pb(SCN)2 ↓
pksPb(SCN)2 = 4,7

#### 10) Rodizonato de sodio
El catión Pb2+ reacciona con el rodizonato formando un precipitado azul-violeta en medios alcalinos o neutros.
2 Pb2+ + C6O62- + 2 OH- + H2O → Pb(C6O6)·Pb(OH)2·H2O ↓
En medio levemente ácido se produce un precipitado rojo escarlata.
3 Pb2+ + 2 C6O62- + 2 OH - + H2O → 2Pb(C6O6)·Pb(OH)2·H2O ↓

#### 11) Oxalato
En presencia de oxalato precipita oxalato de plomo(II).
Pb2+ + C2O42- → PbC2O4 ↓
pksPbC2O4 = 10,5

#### 12) Ditizona
La ditizona, de color verde, reacciona con el catión Pb2+ formando un quelato rojo en soluciones neutras o alcalinas.
Para evitar la interferencia de otros cationes como Ag+, Cu2+, Hg2+, Cd2+ y Zn2+ se adiciona previamente cianuro de potasio, resultando entonces una reacción específica para el plomo con una sensibilidad muy alta (pD = 6).

## Condiciones físico-químicas de las constantes
Si no se indica lo contrario, se considera 25 °C y medios con fuerza iónica nula (μ = 0).